# Walter Duprey St Martin
Walter Duprey St Martin (ur. 7 lipca 1984 w Port Mathurin) – maurytyjski piłkarz grający na pozycji pomocnika. Od 2015 jest zawodnikiem klubu Pamplemousses SC.

## Kariera klubowa
Swoją karierę piłkarską St Martin rozpoczął w klubie AS de Vacoas-Phoenix. W sezonie 2010 zadebiutował w jego barwach w pierwszej lidze maurytyjskiej. W debiutanckim sezonie zdobył z nim Puchar Mauritiusa. W latach 2011–2014 był zawodnikiem klubu Cercle de Joachim SC, z którym w sezonie 2013/2014 wywalczył mistrzostwo Mauritiusa. W sezonie 2014/2015 był zawodnikiem Curepipe Starlight SC, a latem 2015 przeszedł do Pamplemousses SC. Trzykrotnie wywalczył z nim mistrzostwo kraju w sezonach 2016/2017, 2017/2018 i 2018/2019 oraz dwukrotnie wicemistrzostwo w sezonach 2015/2016 i 2022/2023, a także zdobył dwa krajowe puchary w latach 2016 i 2018.

## Kariera reprezentacyjna
W reprezentacji Mauritiusa St Martin zadebiutował 12 kwietnia 2014 roku w przegranym 0:1 meczu kwalifikacji do Pucharu Narodów Afryki 2015 z Mauretanią.